# هاربليك (قمر)
القمر هاربليك (بالإنجليزية: Harpalyke)‏المعروف أيضاً باسم المشتري الثاني والعشرون (بالإنجليزية: Jupiter XXII)‏، هو قمر طبيعي غير نظامي يتحرك بحركة تراجعية تابع لكوكب المشتري.

## اكتشافه
اكتشف هذا القمر فريق من علماء الفلك من جامعة هاواي بقيادة سكوت شيبارد في عام 2000 للميلاد، وتمت تسميته مؤقتاً بالاسم S/2000 J 5  وفي أغسطس من العام 2003 للميلاد تمت تسميته بهاربليك نسبة إلى هاربليك الشخصية الخيالية من الميثولوجيا الإغريقية والتي تمثل ابنة كلايمنس ملك أركاديا.
ينتمي هذا القمر إلى مجموعة أنانك التي يعتقد أنها بقايا تفكك شمسي لذا فجميعها تأتي من مصدر واحد. يبلغ قطر هذا القمر حوالي 4 كيلومترات، كما يظهر بلون رمادي (مرجع اللون الرقم القياسي = 0.43)، ويشبه الكويكبات من نوع سي. يدور القمر حول كوكب المشتري على مسافة يبلغ متوسطها 21064 ميغامتر في 624،542 يوماً، على زاوية ميل تبلغ 147 درجة باتجاه(° 147 خط استواء المشتري) حسب مسير الشمس مع انحراف يبلغ 0،2441.

## وصلات خارجية
- صفحات دايفيد جويت
- صفحات سكوت شيبارد